# Dorothy Lygon
Lady Dorothy Lygon (22 février 1912 - 13 novembre 2001) est une mondaine anglaise faisant partie des Bright Young People.

## Biographie
Lady Dorothy Lygon est née le 22 février 1912, fille de William Lygon, 7e comte Beauchamp et de Lady Lettice Grosvenor, fille de Hugh Grosvenor (1er duc de Westminster).
Son amitié avec Evelyn Waugh commence au début des années 1930. Waugh explique que les Lygons ne sont qu'une partie de l'inspiration pour le roman Brideshead Revisited ; Dorothy a probablement inspiré le personnage de Lady Cordelia Flyte. Selon Laura Herbert, la femme de Waugh, Dorothy est «la plus gentille de toutes» les amies de son mari. Waugh dédie Black Mischief à Mary et Dorothy Lygon . Ses surnoms donnés par ses amis sont «Coote», «Pollen» ou «Poll» .
Pendant la Seconde Guerre mondiale, Lygon sert comme officier de bord dans l'armée de l'air auxiliaire féminine en poste en Italie. Après la guerre, elle s'installe dans une ferme du Gloucestershire. Dans les années 1950, elle travaille comme secrétaire sociale à l'ambassade britannique à Athènes. En 1956, elle s'installe à Istanbul, travaillant comme gouvernante. Elle déménage ensuite sur l'île grecque d'Hydra. Dans les années 1960, elle retourne en Angleterre et travaille comme archiviste chez Christie's .
En 1985, elle épouse Robert Heber-Percy (en), l'ancien compagnon/amant du compositeur Lord Berners jusqu'à sa mort en 1950, lorsqu'il hérite de Faringdon House dans l'Oxfordshire ,. Ils se sont "séparés à l'amiable" un an plus tard  . Elle joue un rôle déterminant dans la réédition en 2000 de l'œuvre perdue The Girls of Radcliff Hall. Elle est décédée en 2001 à l'âge de 89 ans.